# Shonan Bellmare Futsal Club
Cet article traite de l'équipe de futsal. Pour l'équipe de football, voir Shonan Bellmare.
Maillots
Le Shonan Bellmare (湘南ベルマーレフットサルクラブ) est un club japonais de futsal évoluant en F.League. Le club est la section futsal du Shonan Bellmare Sports Club. Le club est basé dans la ville de Hiratsuka, dans la préfecture de Kanagawa. Le club évolue dans l'Odawara Arena.

## Histoire
Fondé en 2007, le club évolue depuis sa création en F. League.

## Performances de l'équipe
| Saison  | Championnat | Points | Matchs | Victoires | Nuls | Défaites | Buts pour | Buts contre | Différence | Classement | Playoffs |
| ------- | ----------- | ------ | ------ | --------- | ---- | -------- | --------- | ----------- | ---------- | ---------- | -------- |
| 2007-08 | F. League   | 25     | 21     | 8         | 1    | 12       | 58        | 68          | -10        | 5e         | Non      |
| 2008-09 | F. League   | 15     | 21     | 3         | 6    | 12       | 43        | 70          | -27        | 7e         | Non      |
| 2009-10 | F. League   | 25     | 27     | 6         | 7    | 14       | 76        | 88          | -12        | 8e         | Non      |
| 2010-11 | F. League   | 25     | 27     | 7         | 4    | 16       | 80        | 118         | -38        | 8e         | Non      |
| 2011-12 | F. League   | 32     | 27     | 8         | 5    | 13       | 79        | 101         | -22        | 8e         | Non      |
| 2012-13 | F. League   | 14     | 27     | 3         | 5    | 19       | 72        | 114         | -42        | 9e         | Non      |
| 2013-14 | F. League   | 36     | 43     | 12        | 7    | 17       | 99        | 115         | -16        | 9e         | Non      |
| Total   | Total       | Total  | 180    | 48        | 35   | 103      | 507       | 674         | -167       |            |          |

## Salle
Le club joue ses matchs dans la Odawara Arena. Cette salle possède une capacité de 6 000 places.